# Yago Cariello Ribeiro
Yago Cariello Ribeiro, meglio noto come Yago (Rio de Janeiro, 27 luglio 1999), è un calciatore brasiliano, attaccante dello Zhejiang Zhiye in prestito dall'Ulsan HD.

## Carriera
Cresciuto nei settori giovanili di America-RJ e Vasco da Gama, ha iniziato la carriera nel Tupynambás, con cui ha disputato 4 partite nel Campionato Mineiro 2020. Nello stesso anno si è trasferito in Europa, ingaggiato dal Condeixa, club militante nella terza divisione portoghese, dove ha collezionato 21 presenze e segnato 4 gol. La stagione successiva è passato all'União Santarém, sempre nella terza divisione portoghese, distinguendosi con 12 reti in 25 presenze tra campionato e coppa.
Il 6 luglio 2022 è stato acquistato dal Portimonense, firmando un contratto triennale e compiendo un doppio salto di categoria. Debutta in Primeira Liga il 7 agosto, nella sconfitta per 0-1 contro il Boavista. Segna la sua prima rete nella prima divisione portoghese il 15 agosto, nella vittoria per 3-0 sul campo del Paços Ferreira.

## Statistiche

### Presenze e reti nei club
Statistiche aggiornate al 31 maggio 2025.
| Stagione        | Squadra         | Campionato      | Campionato | Campionato | Coppe nazionali | Coppe nazionali | Coppe nazionali | Coppe continentali | Coppe continentali | Coppe continentali | Altre coppe | Altre coppe | Altre coppe | Totale | Totale |
| Stagione        | Squadra         | Comp            | Pres       | Reti       | Comp            | Pres            | Reti            | Comp               | Pres               | Reti               | Comp        | Pres        | Reti        | Pres   | Reti   |
| --------------- | --------------- | --------------- | ---------- | ---------- | --------------- | --------------- | --------------- | ------------------ | ------------------ | ------------------ | ----------- | ----------- | ----------- | ------ | ------ |
| gen.-feb. 2020  | Tupynambás      | M1/MG           | 4          | 0          | -               | -               | -               | -                  | -                  | -                  | -           | -           | -           | 4      | 0      |
| 2020-2021       | Condeixa        | CdP             | 21         | 4          | CP              | 0               | 0               | -                  | -                  | -                  | -           | -           | -           | 21     | 4      |
| 2021-2022       | União Santarém  | L3              | 24         | 12         | CP              | 1               | 0               | -                  | -                  | -                  | -           | -           | -           | 25     | 12     |
| 2022-2023       | Portimonense    | PL              | 25         | 3          | CP+CdL          | 1+2             | 0               | -                  | -                  | -                  | -           | -           | -           | 28     | 3      |
| lug.-dic. 2023  | Gangwon         | K1              | 11         | 1          | CCS             | -               | -               | -                  | -                  | -                  | -           | -           | -           | 11     | 1      |
| gen.-giu. 2024  | Gangwon         | K1              | 18         | 9          | CCS             | 0               | 0               | -                  | -                  | -                  | -           | -           | -           | 18     | 9      |
| Totale Gangwon  | Totale Gangwon  | Totale Gangwon  | 29         | 10         |                 | 0               | 0               |                    | -                  | -                  |             | -           | -           | 29     | 10     |
| lug.-nov. 2024  | Ulsan HD        | K1              | 12         | 4          | CCS             | 3               | 1               | -                  | -                  | -                  | -           | -           | -           | 15     | 5      |
| 2025            | Ulsan HD        | K1              | 5          | 0          | CCS             | 0               | 0               | ACL                | 6                  | 1                  | Cmc         | 0           | 0           | 11     | 1      |
| Totale Ulsan HD | Totale Ulsan HD | Totale Ulsan HD | 17         | 4          |                 | 3               | 1               |                    | 6                  | 1                  |             | 0           | 0           | 26     | 6      |
| Totale carriera | Totale carriera | Totale carriera | 120        | 33         |                 | 7               | 1               |                    | 6                  | 1                  |             | 0           | 0           | 133    | 35     |

## Palmarès

### Club

#### Competizioni nazionali
- Campionato sudcoreano: 1

Ulsan HD: 2024